# Don't Get Me Wrong with The Miceteeth
『Don't Get Me Wrong with The Miceteeth』（ドント ゲット ミー ロング ウイズ ザ マイスティース）は、BONNIE PINKの限定シングル・レコード盤。2005年9月21日発売。規格コードはDSP-027。

## 解説
- カバーアルバム『REMINISCENCE』からのシングル・カットという形で2曲の洋楽カバー曲を収録。デビューから10周年の9月21日に発売された。
- インディーズ･レーベルより限定1000枚の7インチ・レコードでリリースされた。インディーズ・レーベルという性質上、ジャケットはなかった。

## 収録曲

### A面
1. Don't Get Me Wrong
（original：The Pretenders 作詞・作曲：Chrissie Hynde）
サウンド・プロデュース：The Miceteeth

### B面
1. Perfect
（original：Fairground Attraction 作詞・作曲：Mark Edward、Cascian Nevin）
サウンド・プロデュース：mito(clammbon)& おおはた雄一

## 収録アルバム
- 『REMINISCENCE』（A-1.、B-1.）
- 『mito archive 1999-2010』（B-1.～mito名義の編集盤に収録）